# Club Italia 2017-2018 (pallavolo femminile)
Questa voce raccoglie le informazioni riguardanti il Club Italia nelle competizioni ufficiali della stagione 2017-2018.

## Stagione
Nella stagione 2017-18 il Club Italia assume la denominazione sponsorizzata di Club Italia Crai.
Partecipa per la terza volta alla Serie A2, per volontà della FIPAV; chiude la regular season di campionato al nono posto in classifica, qualificandosi per i play-off promozione: tuttavia rinuncia alla partecipazione.

## Organigramma societario
Area direttiva
- Presidente: Pietro Bruno Cattaneo

Area tecnica
- Allenatore: Massimo Bellano
- Allenatore in seconda: Michele Fanni
- Scout man: Alessandro Parise

## Rosa
| N° | Nome              | Ruolo | Data di nascita   | Nazionalità sportiva |
| -- | ----------------- | ----- | ----------------- | -------------------- |
| 1  | Terry Enweonwu    | O     | 12 maggio 2000    | Italia               |
| 2  | Tatjana Fučka     | C     | 18 maggio 1999    | Italia               |
| 3  | Adhuoljok Malual  | C     | 14 novembre 2000  | Italia               |
| 4  | Rachele Morello   | P     | 7 novembre 2000   | Italia               |
| 5  | Marina Lubian     | C     | 11 aprile 2000    | Italia               |
| 6  | Sara Cortella     | O     | 15 febbraio 2002  | Italia               |
| 7  | Elena Pietrini    | S     | 17 marzo 2000     | Italia               |
| 9  | Loveth Omoruyi    | S     | 25 agosto 2002    | Italia               |
| 10 | Chiara De Bortoli | L     | 28 luglio 1997    | Italia               |
| 11 | Elisa Tonello     | S     | 22 aprile 2000    | Italia               |
| 12 | Alice Turco       | P     | 4 febbraio 2000   | Italia               |
| 13 | Sarah Fahr        | C     | 12 settembre 2001 | Italia               |
| 15 | Sylvia Nwakalor   | O     | 12 agosto 1999    | Italia               |
| 16 | Linda Mangani     | S     | 16 febbraio 2000  | Italia               |
| 17 | Katarina Bulović  | S     | 19 gennaio 2002   | Italia               |

## Mercato
| Acquisti | Acquisti         | Acquisti          | Acquisti   |
| R.       | Nome             | da                | Modalità   |
| -------- | ---------------- | ----------------- | ---------- |
| C        | Sarah Fahr       | AGIL              | definitivo |
| C        | Tatjana Fučka    | Bruel Bassano     | definitivo |
| C        | Adhuoljok Malual | Argentario        | definitivo |
| S        | Linda Mangani    | Bruel Bassano     | definitivo |
| O        | Sylvia Nwakalor  | Volleyrò          | definitivo |
| S        | Loveth Omoruyi   | Pro Patria Milano | definitivo |
| S        | Elena Pietrini   | Volleyrò          | definitivo |
| S        | Elisa Tonello    | Lilliput          | definitivo |
| P        | Alice Turco      | Chions Fiume      | definitivo |

| Cessioni | Cessioni          | Cessioni        | Cessioni   |
| R.       | Nome              | a               | Modalità   |
| -------- | ----------------- | --------------- | ---------- |
| S        | Alessia Arciprete | Pesaro          | definitivo |
| C        | Alexandra Botezat | UYBA            | definitivo |
| O        | Paola Egonu       | AGIL            | definitivo |
| L        | Martina Ferrara   | Savino Del Bene | definitivo |
| C        | Giulia Mancini    | Savino Del Bene | definitivo |
| S        | Giulia Melli      | Filottrano      | definitivo |
| P        | Alessia Orro      | UYBA            | definitivo |
| S        | Elena Perinelli   | Chieri '76      | definitivo |
| P        | Vittoria Piani    | UYBA            | definitivo |

## Risultati

### Serie A2

#### Girone di andata
| 1ª giornata - 8 ottobre 2017 PalaEvangelisti, Perugia   | Wealth Planet Perugia | 1 - 3 | Club Italia         | 17-25, 25-18, 20-25, 27-29        |
| 2ª giornata - 14 ottobre 2017 Centro Pavesi, Milano     | Club Italia           | 3 - 2 | Due Principati      | 22-25, 25-18, 25-23, 22-25, 15-7  |
| 3ª giornata - 17 ottobre 2017 Centro Pavesi, Milano     | Club Italia           | 3 - 1 | Marsala             | 23-25, 29-27, 25-11, 27-25        |
| 4ª giornata - 25 ottobre 2017 Geopalace, Olbia          | Hermaea               | 3 - 2 | Club Italia         | 25-17, 26-24, 18-25, 17-25, 15-11 |
| 5ª giornata - 28 ottobre 2017 Centro Pavesi, Milano     | Club Italia           | 3 - 0 | VolAlto Caserta     | 25-23, 25-14, 25-13               |
| 6ª giornata - 1º novembre 2017 Centro Pavesi, Milano    | Club Italia           | 1 - 3 | Adolfo Consolini    | 21-25, 23-25, 25-20, 22-25        |
| 7ª giornata - 5 novembre 2017 PalaSanbapolis, Trento    | Trentino Rosa         | 3 - 1 | Club Italia         | 26-28, 25-17, 26-24, 25-14        |
| 8ª giornata - 12 novembre 2017 PalaManera, Mondovì      | Mondovì               | 3 - 0 | Club Italia         | 25-20, 25-19, 25-19               |
| 9ª giornata - 18 novembre 2017 Centro Pavesi, Milano    | Club Italia           | 1 - 3 | Soverato            | 30-28, 14-25, 20-25, 22-25        |
| 10ª giornata - 26 novembre 2017 PalaCollegno, Collegno  | CUS Torino            | 3 - 2 | Club Italia         | 25-21, 20-25, 23-25, 25-23, 15-11 |
| 12ª giornata - 2 dicembre 2017 Centro Pavesi, Milano    | Club Italia           | 0 - 3 | Cuneo Granda        | 18-25, 17-25, 23-25               |
| 13ª giornata - 10 dicembre 2017 PalaCosta, Ravenna      | Olimpia Teodora       | 3 - 2 | Club Italia         | 27-25, 25-21, 24-26, 17-25, 15-13 |
| 14ª giornata - 13 dicembre 2017 Centro Pavesi, Milano   | Club Italia           | 3 - 1 | Chieri '76          | 25-16, 24-26, 25-21, 29-27        |
| 15ª giornata - 16 dicembre 2017 Centro Pavesi, Milano   | Club Italia           | 2 - 3 | Zambelli Orvieto    | 20-25, 25-12, 21-25, 25-12, 11-15 |
| 16ª giornata - 26 dicembre 2017 PalaGeorge, Montichiari | Millenium Brescia     | 3 - 1 | Club Italia         | 20-25, 25-22, 25-22, 25-10        |
| 17ª giornata - 30 dicembre 2017 Centro Pavesi, Milano   | Club Italia           | 3 - 0 | Montecchio Maggiore | 25-21, 25-19, 25-16               |

#### Girone di ritorno
| 18ª giornata - 7 gennaio 2018 Centro Pavesi, Milano                              | Club Italia         | 3 - 2 | Wealth Planet Perugia | 22-25, 25-22, 21-25, 25-19, 15-11 |
| 19ª giornata - 14 gennaio 2018 PalaCapriglia, Pellezzano                         | Due Principati      | 2 - 3 | Club Italia           | 25-15, 20-25, 23-25, 25-19, 12-15 |
| 20ª giornata - 16 gennaio 2018 PalaBellina, Marsala                              | Marsala             | 2 - 3 | Club Italia           | 25-22, 20-25, 25-21, 12-25, 12-15 |
| 21ª giornata - 20 gennaio 2018 Centro Pavesi, Milano                             | Club Italia         | 3 - 0 | Hermaea               | 25-23, 25-20, 25-17               |
| 22ª giornata - 28 gennaio 2018 Palazzetto dello Sport, Caserta                   | VolAlto Caserta     | 1 - 3 | Club Italia           | 17-25, 25-22, 22-25, 20-25        |
| 23ª giornata - 4 febbraio 2018 Palazzetto dello Sport, San Giovanni in Marignano | Adolfo Consolini    | 3 - 1 | Club Italia           | 19-25, 25-23, 25-23, 25-22        |
| 24ª giornata - 10 febbraio 2018 Centro Pavesi, Milano                            | Club Italia         | 3 - 2 | Trentino Rosa         | 24-26, 25-19, 25-22, 25-27, 15-9  |
| 25ª giornata - 21 febbraio 2018 Centro Pavesi, Milano                            | Club Italia         | 3 - 2 | Mondovì               | 14-25, 25-15, 27-29, 25-23, 15-10 |
| 26ª giornata - 25 febbraio 2018 PalaScoppa, Soverato                             | Soverato            | 0 - 3 | Club Italia           | 28-30, 16-25, 16-25               |
| 27ª giornata - 3 marzo 2018 Centro Pavesi, Milano                                | Club Italia         | 3 - 0 | CUS Torino            | 25-18, 25-16, 25-22               |
| 29ª giornata - 11 marzo 2018 PalaCastagnaretta, Cuneo                            | Cuneo Granda        | 3 - 0 | Club Italia           | 25-13, 25-18, 25-20               |
| 30ª giornata - 17 marzo 2018 Centro Pavesi, Milano                               | Club Italia         | 3 - 1 | Olimpia Teodora       | 25-23, 25-18, 19-25, 25-21        |
| 31ª giornata - 22 marzo 2018 PalaMaddalene, Chieri                               | Chieri '76          | 2 - 3 | Club Italia           | 25-23, 24-26, 25-22, 22-25, 11-15 |
| 32ª giornata - 25 marzo 2018 PalaPapini, Orvieto                                 | Zambelli Orvieto    | 3 - 1 | Club Italia           | 23-25, 25-10, 26-24, 25-23        |
| 33ª giornata - 2 aprile 2018 Centro Pavesi, Milano                               | Club Italia         | 1 - 3 | Millenium Brescia     | 22-25, 25-13, 21-25, 11-25        |
| 34ª giornata - 8 aprile 2018 PalaCollodi, Montecchio Maggiore                    | Montecchio Maggiore | 0 - 3 | Club Italia           | 23-25, 28-30, 23-25               |

## Statistiche

### Statistiche di squadra
| Competizione | Punti | In casa | In casa | In casa | In trasferta | In trasferta | In trasferta | Totale | Totale | Totale |
| Competizione | Punti | G       | V       | P       | G            | V            | P            | G      | V      | P      |
| ------------ | ----- | ------- | ------- | ------- | ------------ | ------------ | ------------ | ------ | ------ | ------ |
| Serie A2     | 51    | 16      | 11      | 5       | 16           | 7            | 9            | 32     | 18     | 14     |
| Totale       | -     | 16      | 11      | 5       | 16           | 7            | 9            | 32     | 18     | 14     |

G = partite giocate; V = partite vinte; P = partite perse

### Statistiche dei giocatori
| Giocatore     | Serie A2 | Serie A2 | Serie A2 | Serie A2 | Serie A2 | Totale | Totale | Totale | Totale | Totale |
| Giocatore     | P        | PT       | AV       | MV       | BV       | P      | PT     | AV     | MV     | BV     |
| ------------- | -------- | -------- | -------- | -------- | -------- | ------ | ------ | ------ | ------ | ------ |
| K. Bulović    | 11       | 5        | 4        | 1        | 0        | 11     | 5      | 4      | 1      | 0      |
| S. Cortella   | 28       | 14       | 8        | 1        | 5        | 28     | 14     | 8      | 1      | 5      |
| C. De Bortoli | 32       | 0        | 0        | 0        | 0        | 32     | 0      | 0      | 0      | 0      |
| T. Enweonwu   | 9        | 145      | 111      | 14       | 20       | 9      | 145    | 111    | 14     | 20     |
| S. Fahr       | 31       | 301      | 174      | 104      | 23       | 31     | 301    | 174    | 104    | 23     |
| T. Fučka      | 3        | 5        | 4        | 1        | 0        | 3      | 5      | 4      | 1      | 0      |
| M. Lubian     | 31       | 285      | 217      | 55       | 13       | 31     | 285    | 217    | 55     | 13     |
| A. Malual     | 24       | 36       | 24       | 8        | 4        | 24     | 36     | 24     | 8      | 4      |
| L. Mangani    | 25       | 70       | 55       | 5        | 10       | 25     | 70     | 55     | 5      | 10     |
| R. Morello    | 32       | 56       | 23       | 18       | 15       | 32     | 56     | 23     | 18     | 15     |
| S. Nwakalor   | 32       | 462      | 390      | 58       | 14       | 32     | 462    | 390    | 58     | 14     |
| L. Omoruyi    | 28       | 206      | 159      | 34       | 13       | 28     | 206    | 159    | 34     | 13     |
| E. Pietrini   | 31       | 533      | 455      | 31       | 47       | 31     | 533    | 455    | 31     | 47     |
| E. Tonello    | 8        | 0        | 0        | 0        | 0        | 8      | 0      | 0      | 0      | 0      |
| A. Turco      | 23       | 7        | 3        | 1        | 3        | 23     | 7      | 3      | 1      | 3      |

P = presenze; PT = punti totali; AV = attacchi vincenti; MV = muri vincenti; BV = battute vincenti